# Pierre-Clément Grignon
Pierre-Clément Grignon (Saint-Dizier, 24 août 1723 - Bourbonne-les-Bains, 2 août 1784) est un métallurgiste, antiquaire et archéologue français.

## Biographie
Disciple du comte de Caylus, il répond en 1770 à la question « Quel est le meilleur des trois espèces de soufflets employés dans les mines de fer ? » et remporte ainsi le prix de l'Académie de Biscaye.
Maître de forge à Bayard (Haute-Marne), il effectue des expériences sur le minerai alimentant les fourneaux et les soumet à l'Académie des sciences.
En 1772, il dirige les fouilles du Châtelet entre Saint-Dizier et Joinville. Le roi le charge aussi de poursuivre ses travaux et l'indemnise de 10 000 livres. Les résultats des fouilles sont communiqués immédiatement à l'Académie des inscriptions et belles-lettres dont il est nommé correspondant. Il poursuit ses recherches en 1773 et 1774 avec un financement royal et dégage de nombreuses maisons avec caves et sanctuaires souterrains. Il relève en plan les vestiges et recourt à la chimie et à l’histoire naturelle. Son exploration est considérée comme la « seule grande fouille du XVIIIe siècle ».
Correspondant des académies royales des sciences et des inscriptions, membre associé des académies de Dijon et de Châlons, il reçoit l'Ordre de Saint-Michel pour ses travaux.

## Travaux
- Bulletins des fouilles faites par ordre du roi, d'une ville romaine sur la petite montagne du Châtelet, 1774-1775
- Second Bulletin des fouilles faites, par ordre du Roi, d'une ville romaine, sur la petite montagne de Châtelet, entre S. Dizier et Joinville, découverte en 1772, 1775
- Mémoires de physique sur l'art de fabriquer le fer, d'en fondre & forger des canons d'artillerie, 1775
- Observations sur les épizoties ["sic"] contagieuses, particulièrement sur celle qui a régné en Champagne, 1776